# Winschoten

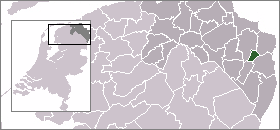
Winschotens läge (grönt) i Groningen (mörkgrått).

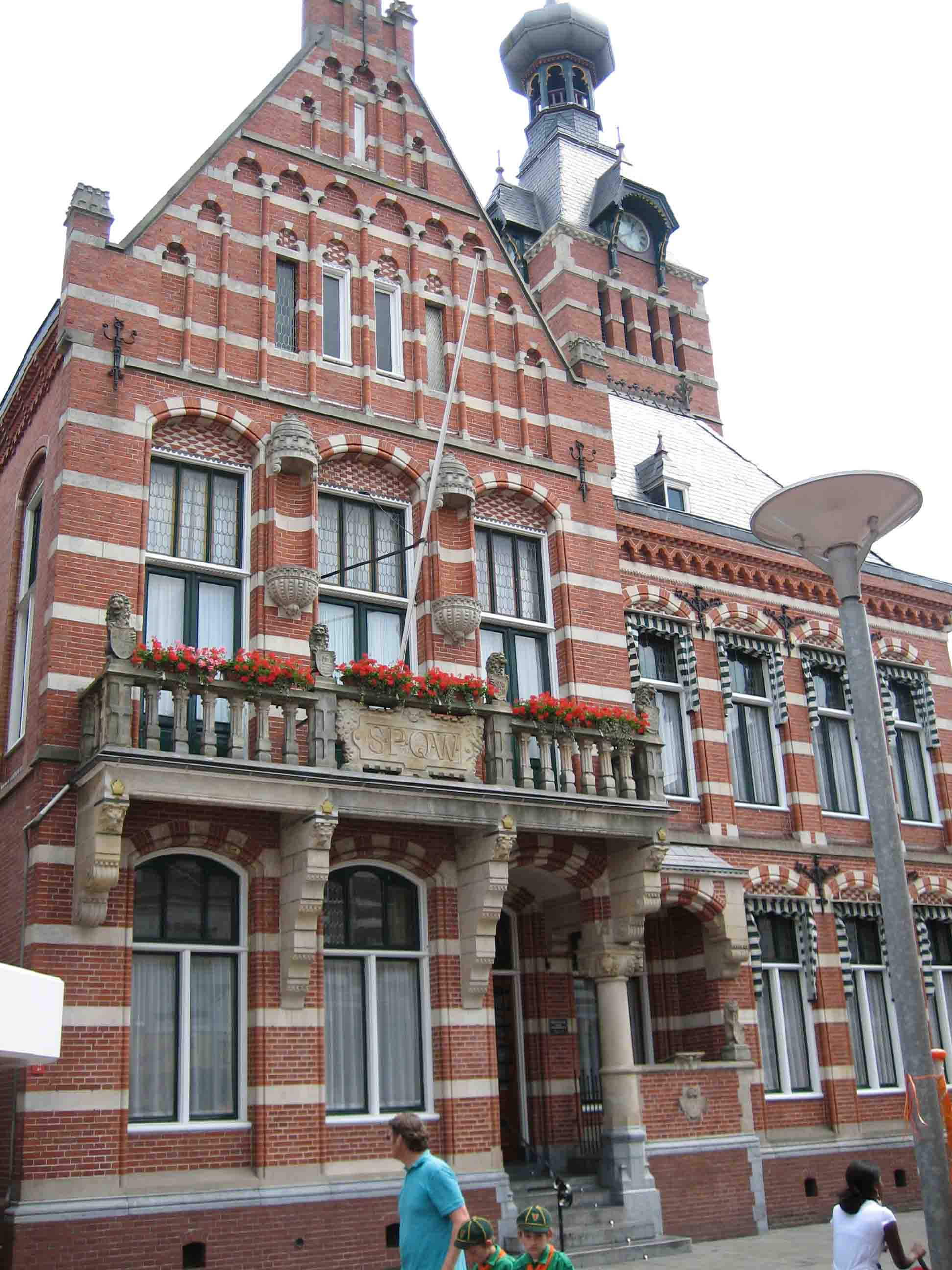
Stadshuset i Winschoten.

Winschoten är en historisk kommun i provinsen Groningen i Nederländerna. Kommunens totala yta är 22,24 km² (där 0,58 km² är vatten) och invånarantalet är på 18 438 invånare (2005).